# 리베카 피전
리베카 피전(Rebecca Pidgeon, 1965년 10월 25일 ~ )은 잉글랜드의 배우이다.

## 출연 작품
- 다이버전트 시리즈: 얼리전트 (2016)
- 투-비트 왈츠 (2014)
- 필 스펙터 (2013)
- 레드 (2010)
- 하숙인 (2009)
- Cat City (2008)
- 하우 투 비 (2008)
- 레드벨트 (2008)
- 프러보키드: 실화 (2006)
- 에드몬드의 범죄 (2005)
- 쇼핑걸 (2005)
- 하이스트 (2001)
- 미스터 헐리웃 (2000)
- 윈슬로우 보이 (1999)
- 스페인 죄수 (1997)
- 올레나 (1994)
- 워터 엔진 (1992)
- 엉클 반야 (1991)
- 우연한 방문객 (1988)